# 腹水
腹水（英語：Ascites, hydroperitoneum）是指腹腔内有液体积聚，超过正常量的症状。腹水最常见的病因是肝硬化和其他严重的肝脏疾病，但它的出现也可以是其他重大疾病的征象，如肝癌末期。腹水病因的诊断一般是通过血液检验、腹部的超声波检查、腹腔穿刺术放出的体液（也是治疗的方法）来确定。治疗则可以通过药物（如利尿剂）、穿刺或其他针对病因的治疗。

## 症状和病征

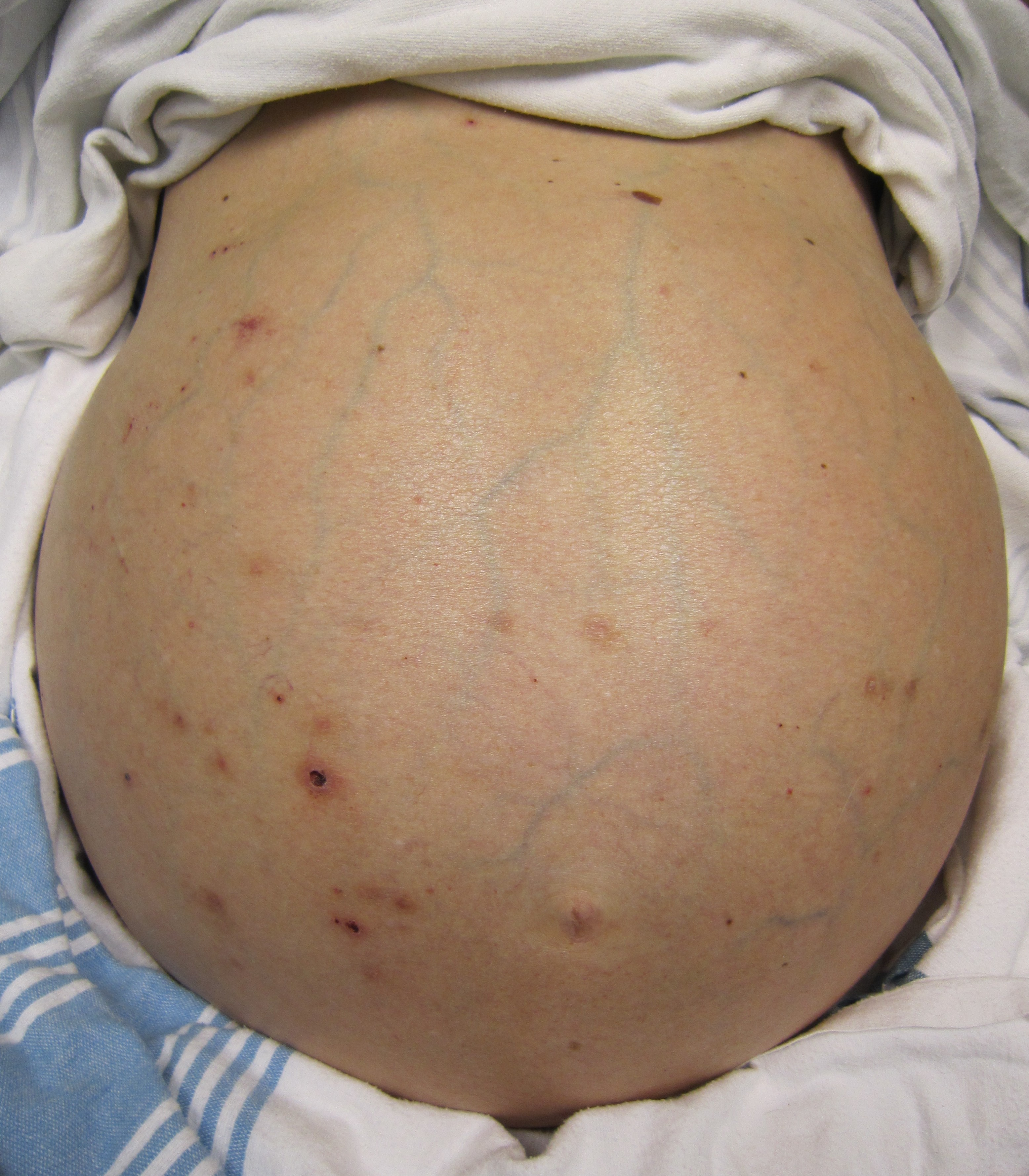
肝硬化引起严重的腹水

轻度腹水一般难以被察觉，而严重的腹水则会导致腹胀。腹水患者通常会诉说有渐进性的腹部沉重和压迫感，以及气短（由于腹水对横隔膜的机械冲击所致）。
对腹水病人的体格检查，视诊可见患者腹部膨隆，仰卧时腹部两侧膨隆呈蛙状腹状。扣诊可有移动性浊音（因患者体位改变导致腹水位置变化而出现浊音区的移动），重度病人可有液波震颤（腹部大量液体存在时，叩诊可使液体波动，从而使贴于对侧腹壁的手掌出现被液体冲击的感觉）。
由于其他潜在的病因，腹水也可能出现其他征象，如门脉高压症（由肝纤维化或肝硬化引起）的病人可能有腿部肿胀，青紫，男性乳房发育症，咯血，或因肝性脑病引起的心理变化。病人的眼白有黄疸也是腹水的症状之一。癌症引起的腹水（如腹膜转移癌）可能会有慢性疲劳或体重减轻的征象。而心脏衰竭引起的腹水者也可主诉有呼吸急促、喘息和运动耐受力降低等。

## 分级
腹水可以分为三个级别：
- 1级腹水：仅有少量腹水，仅通过超声检查或CT扫描检查检测到；
- 2级腹水：中量腹水，明显的腹部膨隆和移动性浊音；
- 3级腹水：大量或严重腹水，显著的腹部膨隆，有液波震颤。

## 诊断

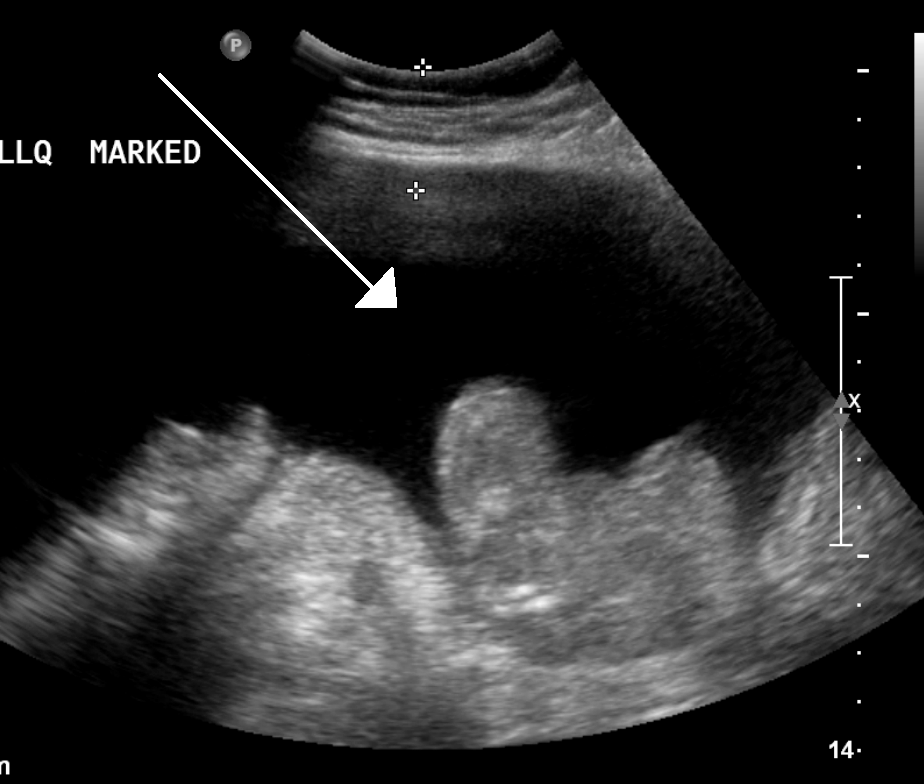
对一个伴有腹水的腹部肿瘤病人的超声检查

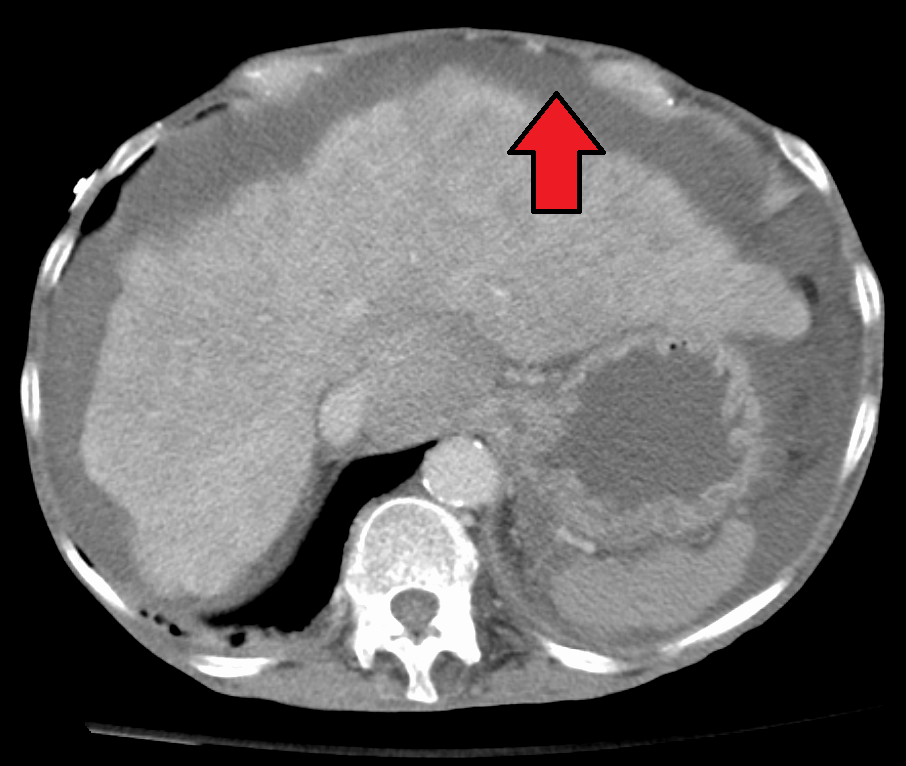
肝硬化所導致的腹部積水

腹水的诊断首先应该常规做全血细胞计数（CBC），基本代谢功能测试、肝酶和凝血因子检测。大多数专家认为腹水病人刚入院时或新出现腹水时应该进行一次诊断性腹腔穿刺。穿刺出的腹水进行总体外观，蛋白水平，白蛋白，细胞计数（红细胞和白细胞）等评价和检测。如果检测出来发现有细菌感染等情况，可以附加进行革兰氏染色和细胞病理学等检查。
血清腹水白蛋白梯度（Serum-ascites albumin gradient，SAAG）可能是一个比旧方法（渗漏出液分类方法）更好地判别腹水出现的病因。高梯度SAAG（>11克/升）表示腹水出现的病因是由于门脉高压症。低梯度SAAG（<11克/升）表示腹水出现的病因非门静脉高压症。
在试图治疗腹水，减少腹水量之前往往应该要进行超声检查。超声检查可以显示腹部器官的大小和形状，多普勒信息可以显示门静脉血液的流动方向，以及检测布加综合征和门静脉血栓形成的情况。此外，超声医师还可以据此对腹水量进行估计，对难以排除的腹水进行超声引导排除。腹部CT扫描是一个可选择的医学成像方法，它可以更准确揭示腹部器官的结构和形态。

## 病因
高梯度SAAG（“漏出”）的病因包括：
- 肝硬化（81%，其中酒精性占65%，病毒性占10%，不明原因占6%）
- 心力衰竭（3%）
- 肝静脉闭塞：布加综合征或静脉闭塞性疾病
- 缩窄性心包炎
- 库希奥科病（恶性营养不良）

低梯度SAAG（“渗出”）的病因包括：
- 癌症（原发性腹膜癌和恶性肿瘤腹膜转移）（10%）
- 感染：结核病（2%）或自发性细菌性腹膜炎
- 胰腺炎（1%）
- 浆膜炎
- 肾病综合征或蛋白丢失性肠病
- 遗传性血管神经性水肿[4]

其他相对少见的病因：
- 梅格斯氏综合征
- 血管炎
- 甲状腺功能减退
- 肾透析
- 腹膜恶性间皮瘤

## 病理生理学
腹水可以通过液体漏出或渗出慢慢积累，腹水量达到25升也是可能的。
粗略地说，液体漏出是门静脉压力增高（通常是肝硬化引起）的结果（大于8毫米汞柱，通常为约20毫米汞柱）。而渗出液是由癌症或恶性肿瘤引起液体主动渗出进入腹腔。因此，渗出液具有高蛋白量，高乳酸脱氢酶，低pH值（<7.30），低血糖水平以及白血细胞含量多的特点。而漏出液有低蛋白量（<30克/升），低乳酸脱氢酶，高pH值，血糖正常，白血细胞少（1000cm³的液体中白细胞计数少于一个）的特点。临床上，最有用的测量方法是腹水和血清白蛋白浓度之间的差异。差异小于10克/升意味着是渗出液。
门脉高压症可以提高内脏床内毛细血管的静水压，对腹水的产生起重要作用。
无论病因如何，腹水一直存在于在腹部，都可以对血压相关激素（尤其是醛固酮）造成刺激作用，作用于肾脏导致更严重的液体潴留。交感神经系统也被激活，并由于肾脏灌注量减少，肾素反馈性增加。肾脏血流量的急剧减少可以导致肝肾综合征。其他腹水的并发症包括自发性细菌性腹膜炎，由于腹水抗菌因素如补体系统减少而产生。

## 治疗

抽取腹水

对于已知病因的腹水一般都要进行治疗，以缓解症状，防止并发症，并防止病情进一步恶化。对于轻度腹水的病人，通常是在门诊治疗。腹水治疗的目标是对于同时有腹水和周围水肿的患者，体重减轻不超过1.0公斤/天；对于仅有腹水的患者不超过0.5公斤/天。对于那些有严重腹水引起腹部紧绷的患者，一般需要住院做腹腔穿刺治疗。

### 高梯度SAAG
高梯度SAAG（“漏出”）的治疗手段包括：

#### 限制钠盐的摄入
限制钠盐的摄入是最基本的治疗，可以使患者血液的钠盐浓度下降，具有利尿（尿液的产生）的作用。限制钠盐的摄入在大约15％的患者取得有效效果。

#### 利尿剂
由于限制钠盐是腹水治疗的基本手段，而醛固酮等激素可以增加钠盐潴留，需要寻求可以抵消醛固酮作用的药物。螺内酯（或其他远端肾小管利尿剂如氨苯喋啶或阿米洛利）的首选药物，因为它们可以阻断肾集合管中醛固酮的受体，这已经被一项随机对照试验所证实。治疗腹水的利尿剂使用量为一天一次.，一般来说，起始剂量为口服螺内酯100毫克/天（最多400毫克/天）。螺内酯对40%的患者有效。对于那些没有反应的患者，也可以加服袢利尿剂如呋喃苯胺酸（速尿）等。追加使用的呋喃苯胺酸的剂量是40毫克/天（最多160毫克/天），也可以选用布美他尼或托拉塞米。螺内酯和袢利尿剂100:40的服用比例可以减少钾失衡的危险。使用这些药物时必须密切监测患者的血钾水平和肾功能情况。
利尿监测：对使用利尿剂患者的日常监测可以通过测量体重来实现，根据情况调整利尿剂的使用量。正如前面所说，腹水治疗的目标是对于同时有腹水和周围水肿的患者，体重减轻不超过1.0公斤/天；对于仅有腹水的患者不超过0.5公斤/天。如果无法每天测量体重，可以通过检测尿钠浓度来调整利尿剂的使用量。利尿剂的剂量增加，直至出现负钠平衡为止。随机一次尿钠钾比率测量大于1对预测负钠平衡（钠排泄量大于78mmol/日）有90％的敏感性。
利尿剂抵抗：利尿剂抵抗可以通过连续3天钠饮食为80毫当量/天并且不使用利尿剂后，给予静注呋喃苯胺酸80毫克来预测。如果超过8小时的尿钠排泄量小于50毫克当量/8小时预示存在利尿剂抵抗。
如果病人存在利尿剂抵抗或对利尿剂治疗的反应不佳，机械治疗如aquapheresis疗法也许可以控制液体潴留和抵抗的情况。使用机械方法移除腹水对利尿剂抵抗的患者能产生有益的临床作用，并可能恢复患者对常规剂量利尿剂的反应。

#### 限制水的摄入
如果低钠血症发展至血钠含量小于130mmol/升，限制水的摄入是必须的。

#### 腹腔穿刺
对严重的腹水病人，在实行上述治疗的同时，还可能需要进行腹腔穿刺治疗。由于腹腔穿刺术可能会减低血液中的血清白蛋白水平，应该静脉注射移除腹水时失去的相应白蛋白量。

#### 肝移植
对于药物难治型腹水，可以考虑进行肝移植。在美国，一般使用MELD评分（在线计算器）对需要进行肝移植患者进行排序。

#### 分流
对于少数有经常性腹水的晚期肝硬化患者，可以采用血管分流术。典型的分流术包括门腔静脉分流术、腹腔分流术、经颈静脉肝内门体分流术（TIPS）等。但是，这些方法都不能证明能够有效延长患者的寿命，也并非是肝移植的桥梁。国际Cochrane协作网对相应随机对照试验的荟萃分析得出的结论“经颈静脉肝内门体分流术和是腹腔穿刺术相比，在消除腹水上更加有效……但是，施行经颈静脉肝内门体分流术的患者更容易出现肝性脑病”。

### 低梯度SAAG
水钠平衡的控制或利尿剂治疗一般对渗出性腹水无效。反复的腹腔穿刺术和对基本病因的治疗是治疗渗出性腹水的重要支柱。

## 并发症

### 自发性细菌性腹膜炎
腹腔内或邻近组织没有感染灶的腹水细菌感染，由腹水抗菌活性减弱引起。

### 血栓形成
包括门静脉血栓形成和脾静脉血栓形成等。这可以导致门脉高压症和血流量减少。当肝硬化患者出现血栓，将无法进行肝脏移植手术，除非血栓形成是非常轻微的。